# Cairngorms
Pour les articles homonymes, voir Cairngorm.
Les Cairngorms (en gaélique écossais : Monadh Ruadh) sont une chaîne de montagnes située dans les Highlands en Écosse. Le parc national de Cairngorms valorise la région.

## Toponymie
On désigne généralement la chaîne comme « les Cairngorms », d'après le sommet de Cairn Gorm. Le nom est issu du gaélique écossais An Cairn Gorm, littéralement « le cairn bleu ». Le nom gaélique de la chaîne est toutefois Am Monadh Ruadh, littéralement « les montagnes rouges », ce qui les distinguait des montagnes grises (Am Monadh Liath) situées à l'ouest de la rivière Spey.

« Si vous regardez depuis Aviemore un soir de temps clair, les pentes de granite du Lairig Ghru et de Braeriach brillent sous le soleil avec un rouge chaud. Le nom Am Monadh Ruadh est encore vivace parmi les vieux habitants de Strath Spey, mais, depuis longtemps, les étrangers l'ont remplacé par les Cairngorms sur les plans et les guides. »

— Adam Watson, The Cairngorms, The Scottish Mountaineering Trust (1975)
Le nom de Cairngorms est utilisé depuis longtemps en langue anglaise afin de désigner la chaîne. Henry Alexander, en 1928, rapporte que le colonel T. Thornton, qui avait visité la zone vers 1786, la désignait ainsi dans son livre Sporting Tour publié en 1804.

« L'utilisation du terme Cairngorms appliqué à la chaîne était certainement bien établi au début du XIXe siècle, car on le retrouve dans Sporting Tour (1804) du Col Thornton, où il est fait référence à « l'Aurore se levant sur les immenses Cairngorms ». »

— Henry Alexander, The Cairngorms, The Scottish Mountaineering Club (1928)
Cette référence dans le livre du colonel Thornton est la plus ancienne que l'on connaisse.

## Géographie

### Situation géographique
Bien que les Cairngorms soient situées dans le Parc National des Cairngorms, elles n'en occupent qu'une partie. Le massif s'étend entre Aviemore au nord-ouest et Braemar et le Glen Feshie au sud-ouest. Il est délimité, au sud, par le Glen Dee, le Glen Geldie et le Glen Feshie ; à l'ouest par le Glen Feshie et la rivière Spey ; au nord par Aviemore, le Glen More et le Glen Avon ; et à l'est par le Glen Avon, Am Beahlach Dearg, et Braemar.
Au sud des Cairngorms se trouve le massif des Grampians ; bien que les deux chaînes soient des entités différentes, certaines cartes incluent les Cairngorms dans les Grampians
Sur le plan administratif, les Cairngorms se situent dans les comtés d'Aberdeenshire, d'Inverness et de Banffshire.

### Topographie
Le massif des Cairngorms est composé d'un large plateau d'altitude supportant des montagnes glaciaires basses et arrondies.
Bien qu'il ne s'agisse pas stricto sensu d'un unique plateau, c'est néanmoins l'impression qui ressort, car les passes les séparant ne sont pas très profondes. Ainsi, le sommet du Lairig Ghru mesure 835 mètres, celui du Lairig an Laoigh 740 mètres et The Sneck 970 mètres. Un marcheur qui se rendrait du Cairtoul (1 291 mètres) / Braeriach (1 296 mètres) jusqu'au Ben Macdhui (1 309 mètres) / Cairn Gorm (1 244 mètres) puis au Beinn a'Bhùird (1 196 mètres) / Ben Avon (1 171 mètres) ne descendrait jamais à une altitude inférieure aux 740 mètres du Lairig an Laoigh.
Le point culminant de la chaîne est le Ben Macdhui, qui s'élève à 1 309 mètres d'altitude. Le Ben Macdhui, un munro, figure parmi les plus hauts sommets d'Écosse.

Panorama des Cairngorms vus depuis les monts Grampians.

### Principaux sommets

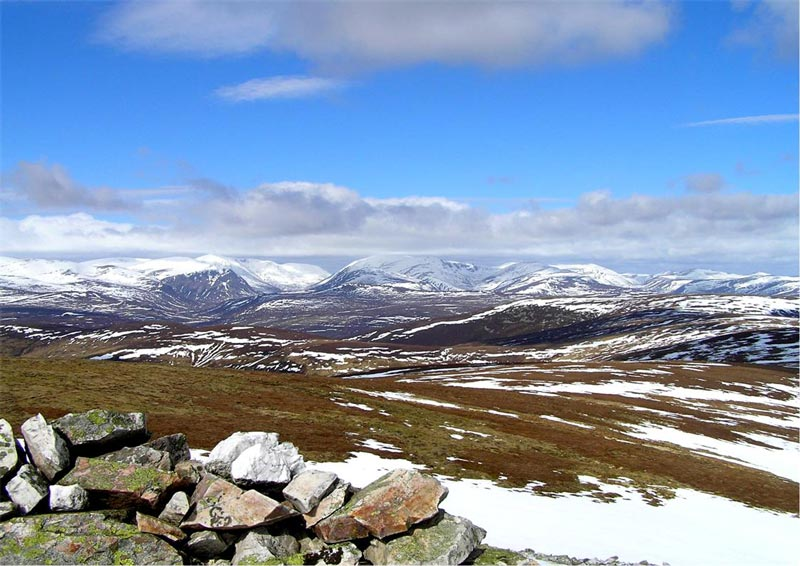
Les Cairngorms en hiver, depuis le sommet de Geal Charn dans les Grampians.

Les Cairngorms abritent les plateaux les plus hauts, froids et enneigés des îles Britanniques et comprennent cinq des six plus hautes montagnes d'Écosse :
- Ben Macdhui (1 309 m)
- Braeriach (1 296 m)
- Cairn Toul (1 291 m)
- Sgor an Lochain Uaine (1 258 m)
- Cairn Gorm (1 244 m)

Ces montagnes sont toutes des munros ; la chaîne compte 13 autres sommets de ce type, dont cinq autres figurent parmi les vingt plus hauts sommets du pays.

### Hydrographie
La région est draînée par les rivières Dee et Spey, ainsi que les deux principaux affluents de cette dernière, les rivières Feshie et Avon.

### Climat
Les hivers sont rudes ; la neige peut rester sur les montagnes les plus basses jusqu'à août ou septembre, et, sur le Garbh Coire Mòr de Braeriach, la neige n'a fondu que cinq fois durant le XXe siècle. La température la plus basse du Royaume-Uni a été enregistrée deux fois dans les Cairngorms, à Braemar : −27,2 °C le 11 février 1895 et le 10 janvier 1982.
Le vent le plus fort de Grande-Bretagne a été mesuré au sommet du Cairn Gorm le 20 mars 1986, avec une vitesse de 150 nœuds (soit 274 km/h). Des vents de 100 nœuds (soit 160 km/h) y sont par ailleurs courants.

### Faune et flore

#### Faune

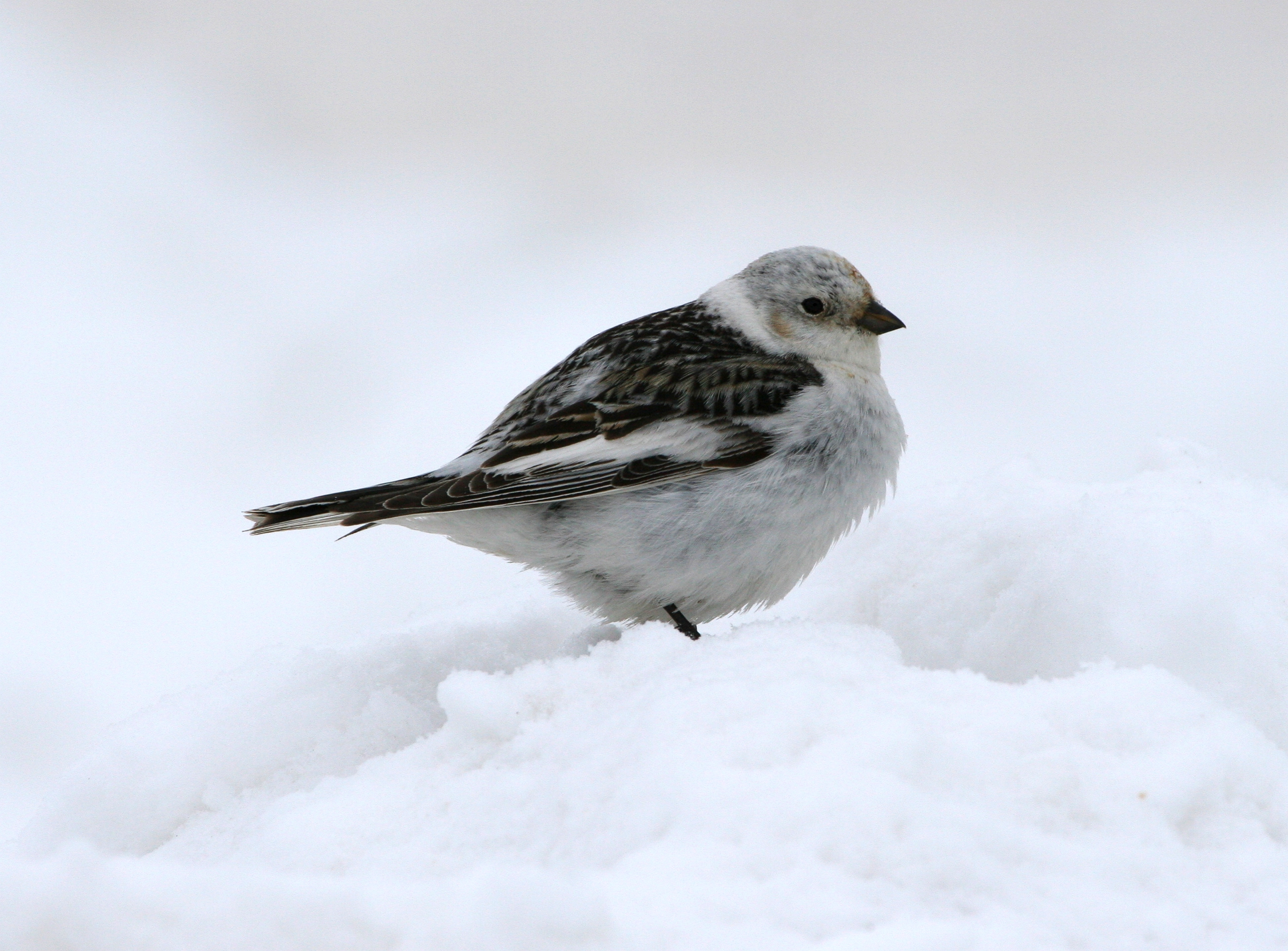
Un Bruant des neiges.

Les Cairngorms constituent un habitat de lande à type de semi-toundra alpine, abritant de nombreuses espèces rares de plantes et d'animaux.
Les espèces endémiques d'oiseaux présentes sur les plateaux incluent le Lagopède alpin, les Pluviers, le Bruant des neiges, l'Aigle royal, le Merle à plastron et le Lagopède d'Écosse. On trouve également, plus rarement, le Harfang des neiges, la Linotte à bec jaune, le Bécasseau violet et le Bruant lapon. Dans les forêts sont visibles le Grand Tétras et le Tétras lyre, deux espèces de coqs de bruyère en danger d'extinction, ainsi que, toujours à l'état endémique, le bec-croisé d'Écosse (Loxia scotica) et le bec-croisé perroquet (Loxia pytyopsittacus), ainsi que la Mésange huppée.
Une réserve de la Société royale pour la protection des oiseaux recouvrant la forêt d'Abernethy et le loch Garten est célèbre pour abriter un couple de Balbuzards pêcheurs durant les mois d'été. Les autres hôtes endémiques de la forêt sont le Grand Tétras et le bec-croisé d'Écosse.
Parmi les mammifères présents dans les Cairngorms, on compte le cerf élaphe, le chevreuil, le lièvre variable, la martre des pins, l'écureuil roux, le chat sauvage d'Europe et la loutre. La chaîne abrite par ailleurs le seul troupeau de rennes des Îles Britanniques, réintroduits dans les années 1950 par un berger suédois ; aujourd'hui stable, le troupeau compte une cinquantaine d'individus, tous nés en Écosse.

#### Flore
Dans la zone des Cairngorms se développe l'une des dernières forêts primaires des îles Britanniques, la Caledonian Forest. Les vestiges de cette forêt s'étendent sur l'ensemble du parc national.

### Géologie

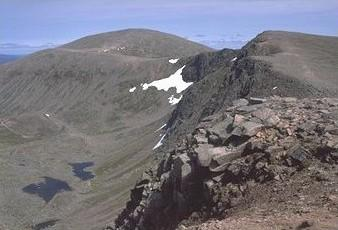
Les pentes rocheuses du Cairn Gorm en hiver.

Les Cairngorms se sont constituées il y a 40 millions d'années, avant la fin de la dernière glaciation, alors qu'une pénéplaine érodée s'est constituée à partir de roches plutoniques granitiques.
Les plus hauts sommets actuels sont des inselbergs érodés. Pendant les périodes glaciaires, la calotte glaciaire qui recouvrait la majeure partie du nord de l'Écosse est restée fixée, protégeant les sommets arrondis ainsi que les vallées et les roches composant les montagnes. L'érosion glaciaire qui s'est ensuivie a laissé de larges vallées à travers la chaîne. La plupart de ces vallées glaciaires sont parsemées de débris tels que les moraines. La plus célèbre vallée ainsi créée est la passe de Lairig Ghru, une vallée en auge au centre des montagnes, aujourd'hui partiellement comblée par un talus généré par les gels intenses des périodes libres de glace. Une grande partie de la chaîne de Cairngorms affiche les caractéristiques de ces érosions périglaciaires,.

## Démographie

### Impact culturel et économique
Les Cairngorms ont représenté une barrière naturelle majeure, rendant difficiles le voyage et le commerce avec les Highlands. Certaines vallées, telles que le Lairig Ghru, étaient toutefois extrêmement utilisées par les bergers du XIXe siècle, qui menaient leurs troupeaux aux marchés des Lowlands.
Après que la reine Victoria eut réalisé l'ascension du Ben Macdui le 7 octobre 1859, elle écrivit : « Il y avait un effet sublime et solennel, si sauvage, si solitaire ; personne d'autre que nous et notre petit groupe... J'ai bu un peu de whisky et d'eau, car on m'a dit que de l'eau pure serait trop froide. »

### Population
La région des Cairngorms est peu peuplée en raison du climat rude de la chaîne.

## Protection environnementale
Les Cairngorms font partie du deuxième parc national écossais depuis sa création le 1er septembre 2003.